# Sierzno
Sierzno – (kaszub. Sérzno; niem. Königlich Zerrin) – wieś kaszubska w Polsce, położona w województwie pomorskim, w powiecie bytowskim, w gminie Bytów, na Pojezierzu Bytowskim, w pobliżu drogi wojewódzkiej nr  (na wschodzie). Siedziba sołectwa Sierzno w którego skład wchodzą również Pyszno i Sierzenko. 
W latach 1975–1998 wieś administracyjnie należała do województwa słupskiego.
We wsi jest remiza Ochotniczej Straży Pożarnej oraz zakład zagospodarowania odpadów.
We wsi znajduje się XIX-wieczny cmentarz ewangelicki, położony na wzniesieniu, ze starym drzewostanem przypominającym park.

## Integralne części wsi
| SIMC    | Nazwa     | Rodzaj     |
| ------- | --------- | ---------- |
| 0741239 | Pyszno    | przysiółek |
| 0741245 | Sierzenko | przysiółek |

## Historia
Po raz pierwszy wieś Wymieniona w dokumencie potwierdzającym przywilej lokacyjny jako „Villa Syreno” (1303), następnie wzmiankowana jako Scirysn (1387), Seryn (1438), Serin (1560), Sierzno (1686). Jest to nazwa topograficzna od nazwy rośliny „sir” oznaczającej proso bagienne. Założycielami byli mieszczanie gdańscy Janusz i Markwart, którzy w zamian za wykarczowanie obszaru zostali zwolnieni z podatków na kilka lat. W XIV wieku wieś znajdowała się w posiadaniu biskupa kujawskiego. W 1809 roku zakupił ją Karol Hoffman. Z Sierzna pochodzi Paul Grawitz - patolog, badacz grzybów trujących, którego imieniem nazwano dwie jednostki chorobowe.
W 2010 zmieniono nazwę z „Sierżno” na łatwiejszą w użyciu „Sierzno”.